# У последней инстанции
«У последней инстанции» (нем. Zur letzten Instanz, «Цур ле́тцтен инста́нц») — один из старейших ресторанов в центре Берлина. В XVI веке на этом месте в жилом доме у городской стены открылось питейное заведение, которое за свою историю сменило несколько названий. Современный комплекс строений на Вайзенштрассе был восстановлен после Второй мировой войны и находится под охраной государства как памятник архитектуры.

## Описание
Здание ресторана у городской стены впервые документально упомянуто в 1561 году. Питейное заведение на первом этаже здания в 1621 году открыл конюх курфюрста. Улица Вайзенштрассе находится в Монастырском квартале. Рядом с питейным заведением вплоть до начала XIX века находился так называемый Бычий угол, ограниченный городской стеной и улицей Штихштрассе, куда мясники сгоняли скот на ночь или на убой. В домах на улице Вайзенштрассе проживало по 2-3 семьи.
В 1715 году владельцы трактира назвали его «У пивнушки под колокольным звоном», поскольку в том же году на соседней приходской церкви установили колокола. В начале XX века трактир часто менял хозяев и название. Современное название «У последней инстанции» заведение на Вайзенштрассе приобрело только в 1924 году благодаря своему владельцу Г. Гофману. Таким образом, говорить о том, что «У последней инстанции» является самым старым трактиром Берлина, не совсем корректно, поскольку утверждение справедливо только для находившегося здесь предприятия, но не для его названия. Берлинский ресторан «Старый лесной кабачок» (нем. Alte Waldschänke) в районе Тегель носит своё название непрерывно с 1650 года. «У последней инстанции» обязан своим названием зданию суда, открывшемуся в том же году на Новой Фридрихштрассе, современной Литтештрассе. По легенде два крестьянина вели долгую и безуспешную судебную тяжбу, но сумели заключить мировое соглашение только за пивом в трактире, выступившем, так сказать, в качестве последней инстанции. В эпоху ГДР в том здании суда работал Верховный Суд ГДР, то есть, действительно последняя инстанция.
Здание трактира получило во Вторую мировую войну серьёзные повреждения, тем не менее, городские власти считали целесообразным его восстановить. В ноябре 1961 года город принял решение об открытии ресторана ввиду его значения как туристической достопримечательности. Для увеличения количества посадочных мест старое здание трактира было объединено с соседними домами, образовав единый архитектурный ансамбль. Ресторан «У последней инстанции» открылся вновь в январе 1963 года. В современном ресторане работают три зала на 120 гостей, а также гостиница на 8 номеров и двухкомнатная квартира его хозяина.
В 1973 году ресторан выступил местом съёмок нескольких сцен фильма «Семнадцать мгновений весны»: ужин пастора Шлага и Штирлица, отдых Штирлица в ресторане с кружкой пива, после того как он оторвался от «хвоста» агентов Мюллера. По сценарию фильма он назывался «Грубый Готлиб». Ресторан «У последней инстанции» также упоминается в романе «Майор Вихрь».
Несмотря на то, что от оригинальных интерьеров 1920-х годов в современном ресторане сохранилось немного, ресторан даёт достойное представление о культуре староберлинских трактиров. Вновь была установлена изразцовая печь, на которой по преданиям сидел даже Наполеон. 24 февраля 2003 года ресторан «У последней инстанции» в ходе государственного визита посетил президент Франции Жак Ширак в сопровождении федерального канцлера Герхарда Шрёдера. Ресторан располагает также пивным садом на 50 мест с видом на оставшиеся элементы древней городской стены. Оригинально оформлено и меню ресторана, предлагающее краткие байки о судебных спорах между соседями на берлинском диалекте с упоминанием предлагаемых блюд. Названия блюд также имеют отношение к судопроизводству, например, фрикадельки «Перерыв в судебном заседании», жареная телячья печень «Перекрёстный допрос» или филе трески «Судебная ошибка».